# インド国立証券取引所

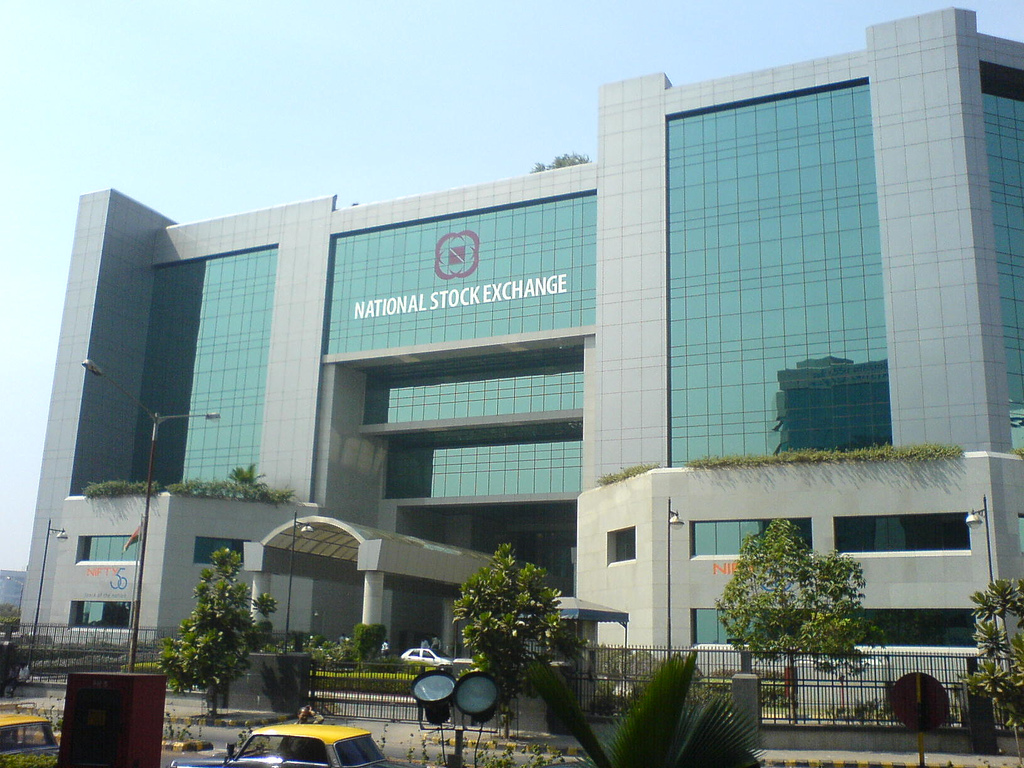
インド国立証券取引所ビル

インド国立証券取引所（インドこくりつしょうけんとりひきじょ、ヒンディー語: राष्ट्रीय शेअर बाज़ार、英語: National Stock Exchange of India、略号: NSE）は、インドのムンバイ（ボンベイ）にある証券取引所。1992年に開場した。代表的な株価指数はNIFTY 50。
取引時間は、月曜日から金曜日の9時55分 - 15時30分（日本時間 13時25分 - 19時）。

## 関連事項
- ボンベイ証券取引所 - アジアで最も古い証券取引所
- 南アジアの証券取引所の一覧